# Tazlău, Neamț
Tazlău (în maghiară Tázló) este o comună în județul Neamț, Moldova, România, formată numai din satul de reședință cu același nume.

## Așezare
Comuna este situată în partea de sud a județului Neamț, la limita cu județul Bacău, în zona cursului superior al râului Tazlău, în zona premontană la o altitudine de circa 450 m, având ca vecini:
- la nord:Borlești;
- la sud:Balcani, (județul Bacău);
- la vest:Tarcău și Zemeș;
- la est:Rediu și Cândești.

Este străbătută de șoseaua județeană DJ156A, care o leagă spre nord de Borlești, Piatra Șoimului, Roznov (unde se intersectează cu DN15), Girov (unde se intersectează cu DN15D), Dobreni (unde se intersectează cu DN15C), Negrești și Crăcăoani, și spre sud în județul Bacău de Balcani, Pârjol și Ardeoani (unde se termină în DN2G).
În 1972 drumurile din comună au fost asfaltate, trotuarele au fost amenajate și au fost construite podețe din ciment.

## Demografie
Componența etnică a comunei Tazlău
     Români (92,86%)
     Alte etnii (0,46%)
     Necunoscută (6,68%)
Componența confesională a comunei Tazlău
     Ortodocși (92,23%)
     Alte religii (0,92%)
     Necunoscută (6,85%)
Conform recensământului efectuat în 2021, populația comunei Tazlău se ridică la 2.381 de locuitori, în creștere față de recensământul anterior din 2011, când fuseseră înregistrați 2.224 de locuitori. Majoritatea locuitorilor sunt români (92,86%), iar pentru 6,68% nu se cunoaște apartenența etnică. Din punct de vedere confesional, majoritatea locuitorilor sunt ortodocși (92,23%), iar pentru 6,85% nu se cunoaște apartenența confesională.

## Politică și administrație
Comuna Tazlău este administrată de un primar și un consiliu local compus din 11 consilieri. Primarul, Ion Nechita[*], de la Partidul Național Liberal, este în funcție din octombrie 2020. Începând cu alegerile locale din 2024, consiliul local are următoarea componență pe partide politice:
|  | Partid                    | Consilieri | Componența Consiliului | Componența Consiliului | Componența Consiliului | Componența Consiliului | Componența Consiliului |
|  | ------------------------- | ---------- | ---------------------- | ---------------------- | ---------------------- | ---------------------- | ---------------------- |
|  | Partidul Național Liberal | 5          |                        |                        |                        |                        |                        |
|  | Partidul Social Democrat  | 5          |                        |                        |                        |                        |                        |
|  | Uniunea Salvați România   | 1          |                        |                        |                        |                        |                        |

## Istorie
La sfârșitul secolului al XIX-lea, comuna făcea parte din plasa Bistrița a județului Neamț și era formată din satele Tazlău, Frumoasa și Balcani, având în total 2871 de locuitori. În comună funcționau o școală, trei biserici ortodoxe și una catolică. Anuarul Socec din 1925 o consemnează în aceeași plasă și în aceeași alcătuire, având 3123 de locuitori. În 1931, satele Balcani și Frumoasa s-au separat pentru a forma comuna Frumoasa, iar comuna Tazlău a rămas numai cu satul de reședință.
În 1934 Tazlăului i se acordă titlul provizoriu de stațiune balneară.
În 1950, comuna a fost arondată raionului Buhuși, și apoi (după 1964) raionului Piatra Neamț din regiunea Bacău. În 1968, ea a revenit la județul Neamț, reînființat.

## Monumente istorice
În comuna Tazlău se află Mănăstirea Tazlău (secolele al XV-lea–al XIX-lea), ansamblu-monument istoric de arhitectură de interes național. Ansamblul cuprinde biserica „Nașterea Maicii Domnului” (1497, cu un pridvor adăugat în 1596); ruinele palatului, beciului și trapezei (secolul al XVI-lea); turnul-clopotniță (secolul al XVI-lea); turnul de pază (secolul al XV-lea, cu adăugiri în secolul al XVIII-lea); și zidul de incintă (secolul al XV-lea).
În rest, un singur alt obiectiv din comună este inclus în lista monumentelor istorice din județul Neamț ca monument de interes local, clasificat ca monument de for public: monumentul eroilor din Primul Război Mondial, ridicat în 1925.
Alte obiective
- Casa memorială Ioan I. Mironescu (1883-1939), scriitor

## Personalități născute aici
- Ioan I. Mironescu (1883 - 1939), medic, profesor de dermatologie la Facultatea de Medicină din Iași, scriitor și deputat.

## Imagini

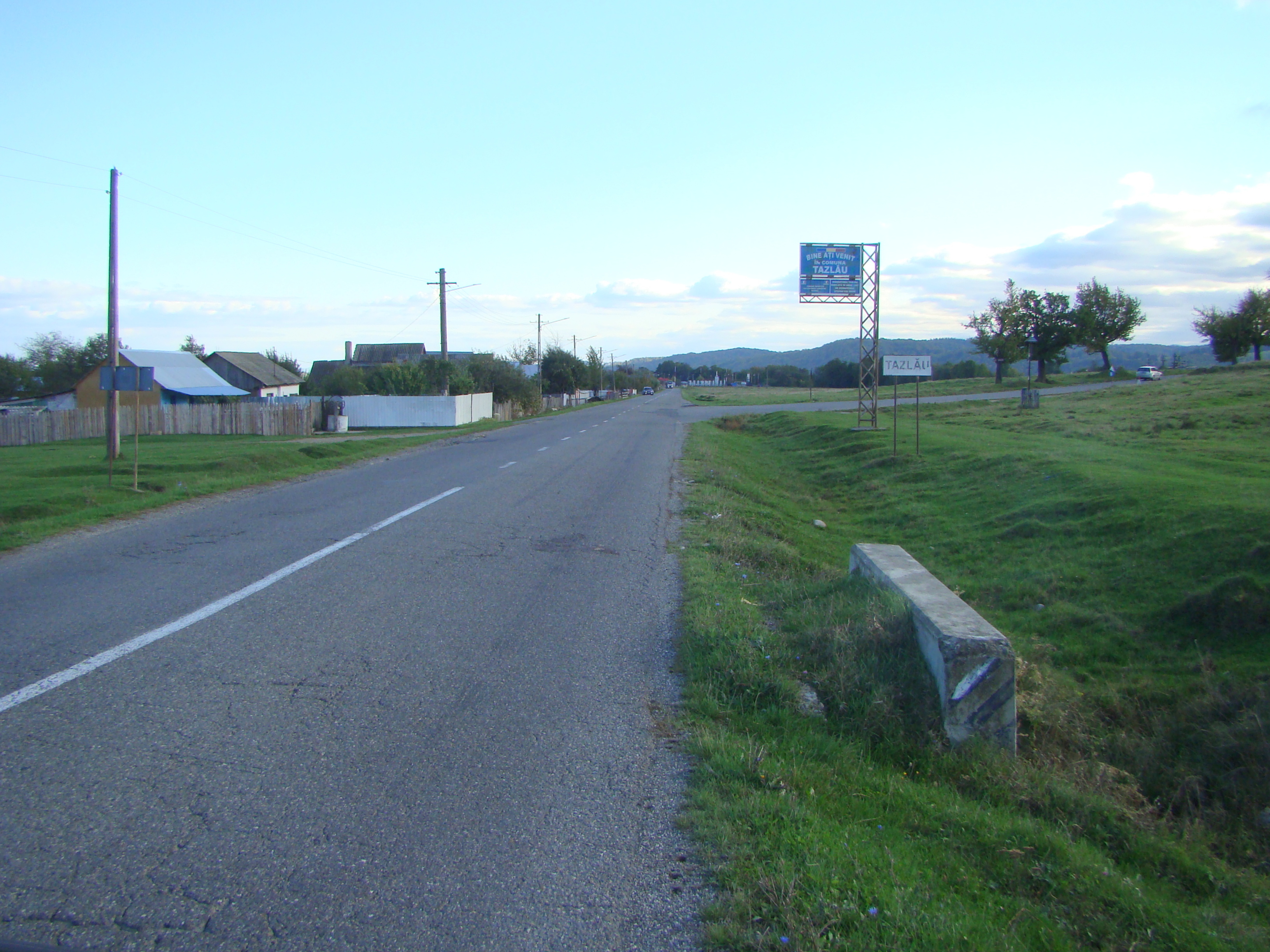
Intrarea în localitate
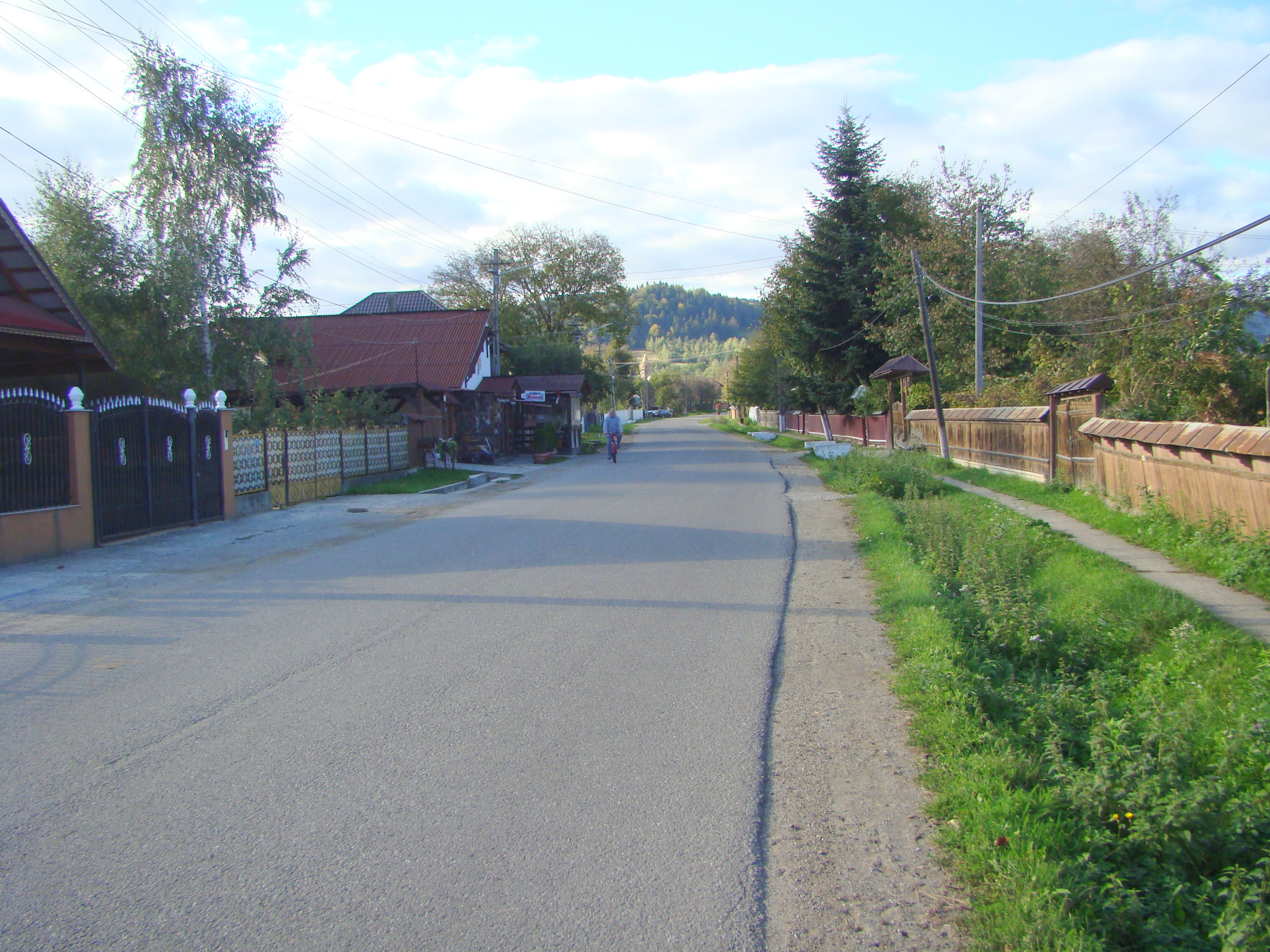
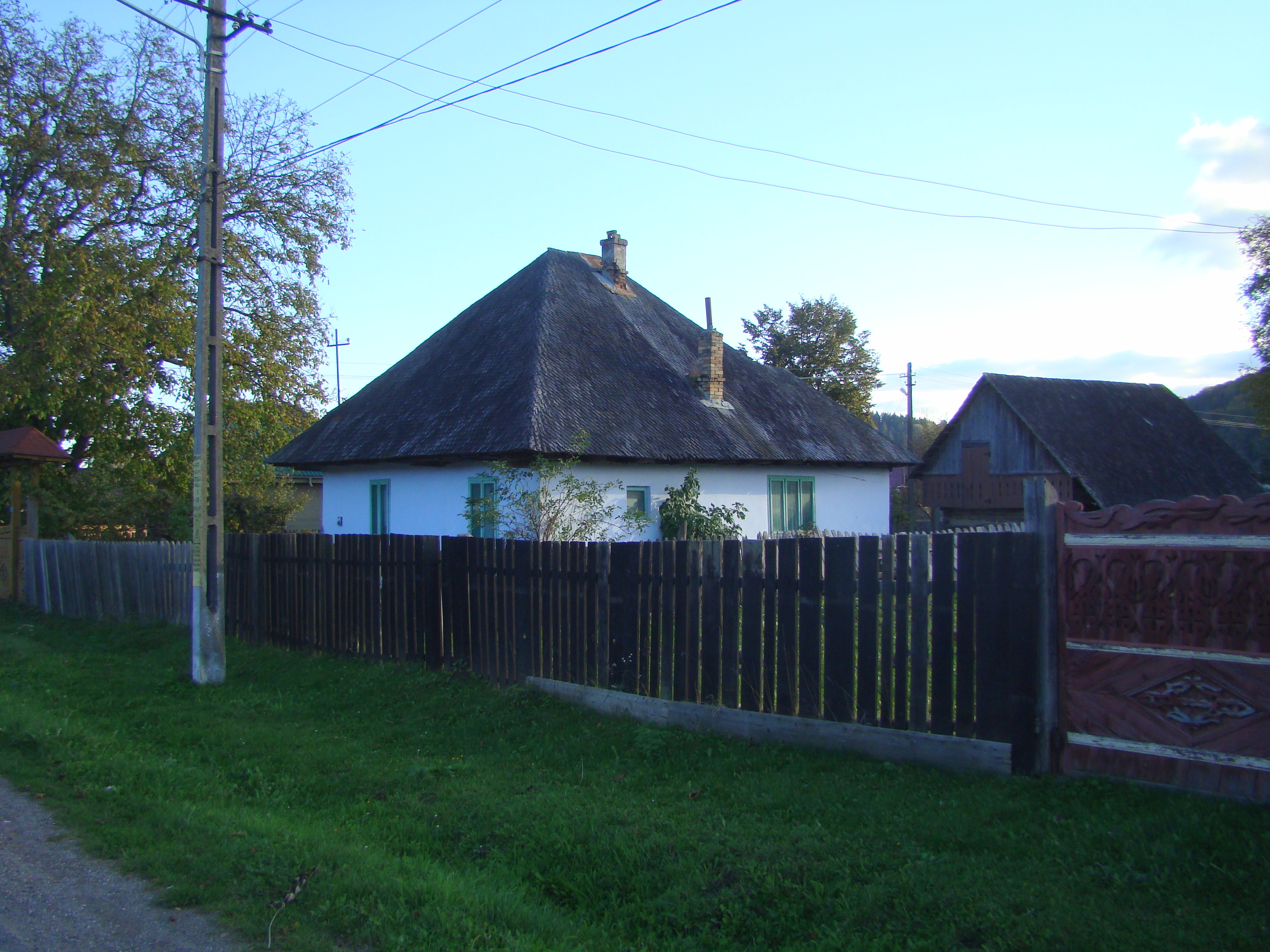
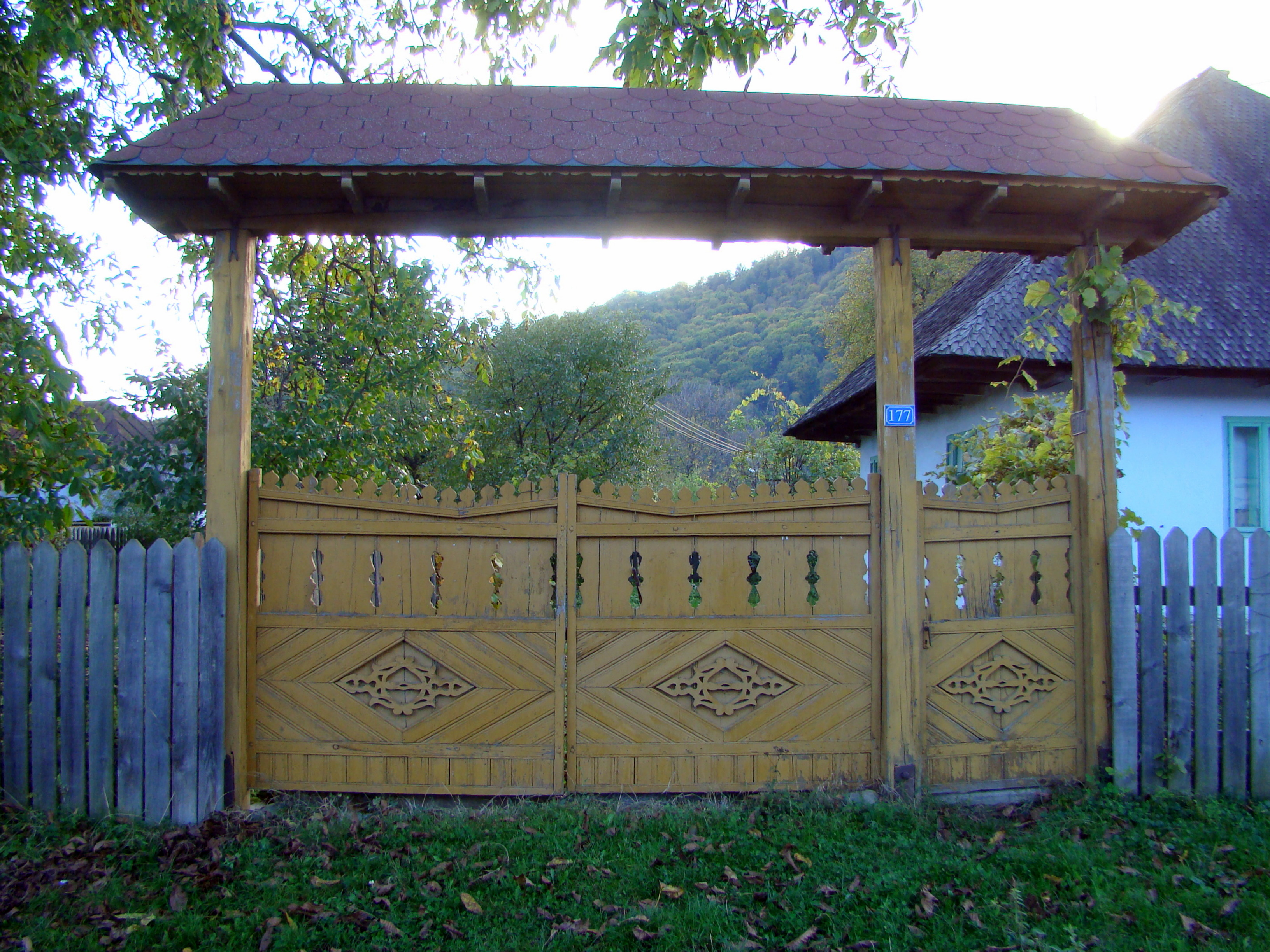
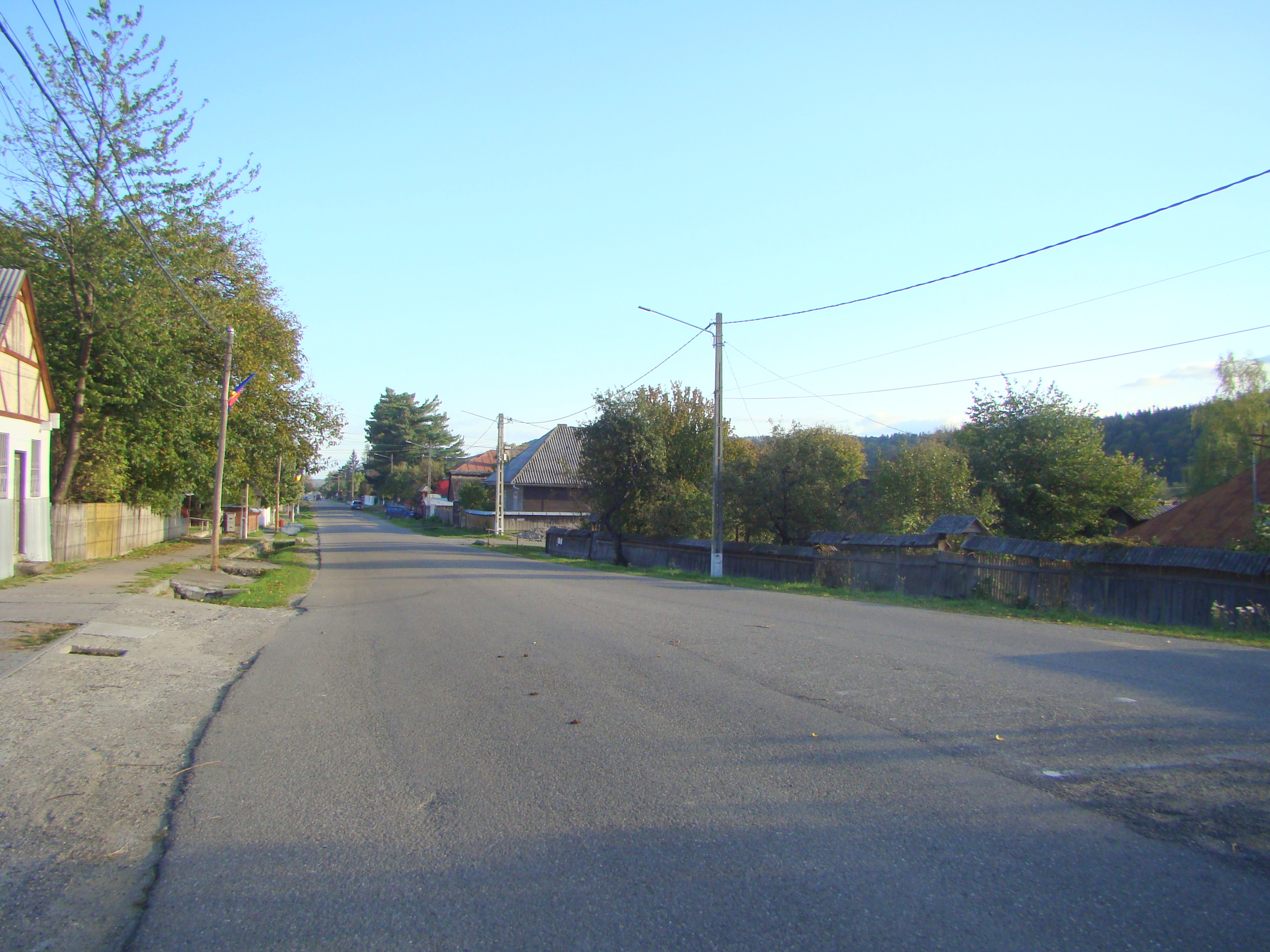
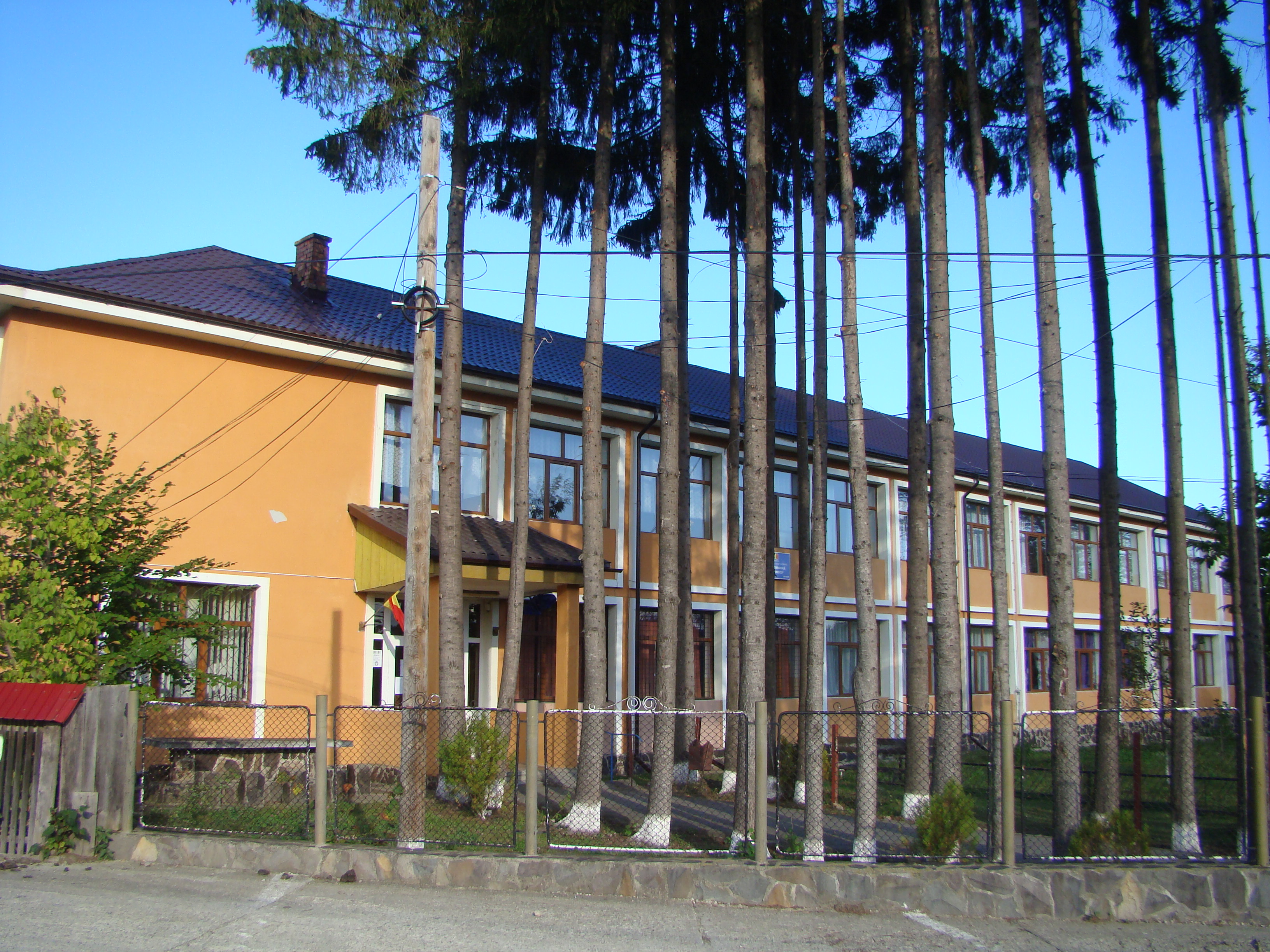
Școala
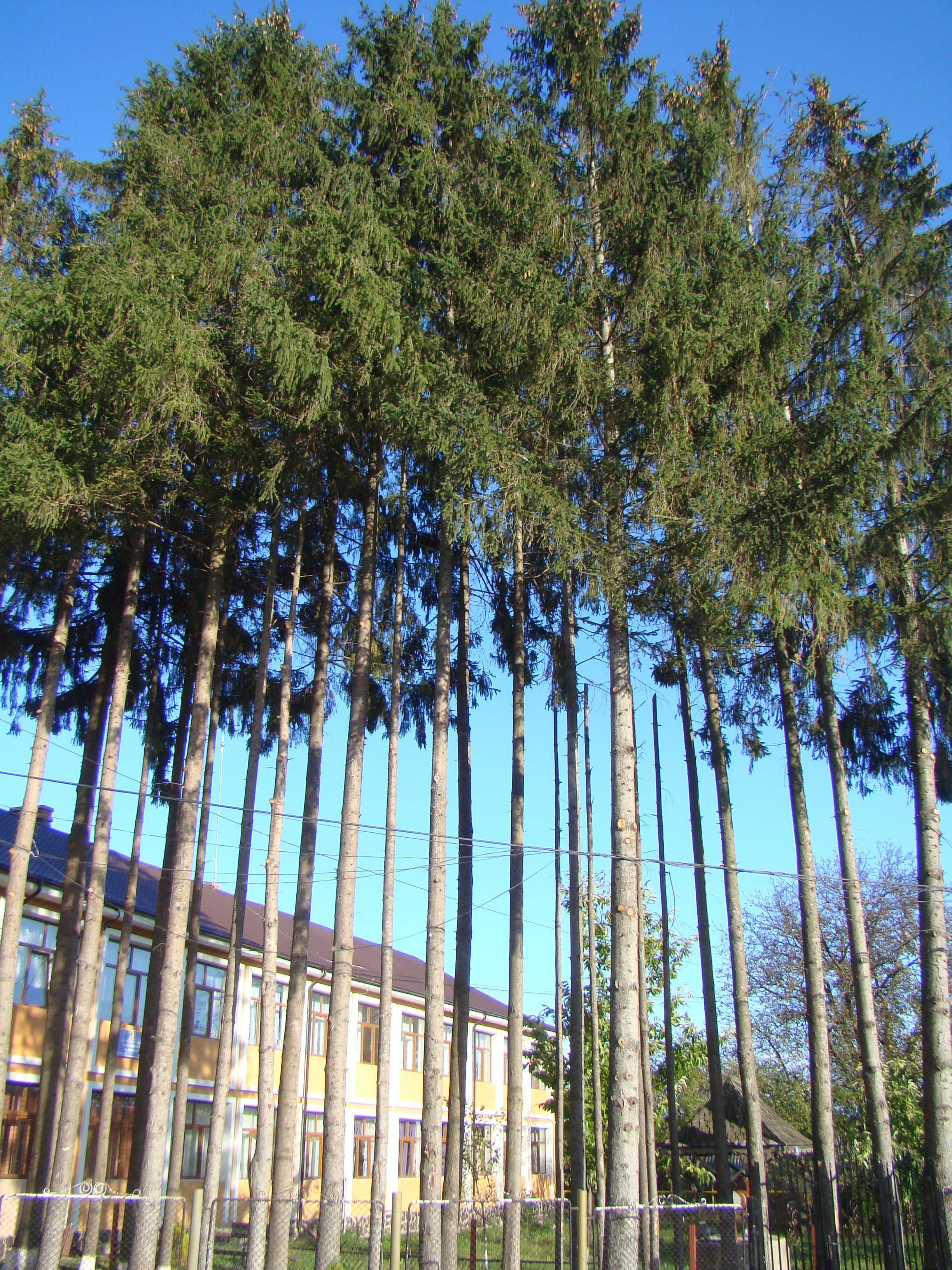
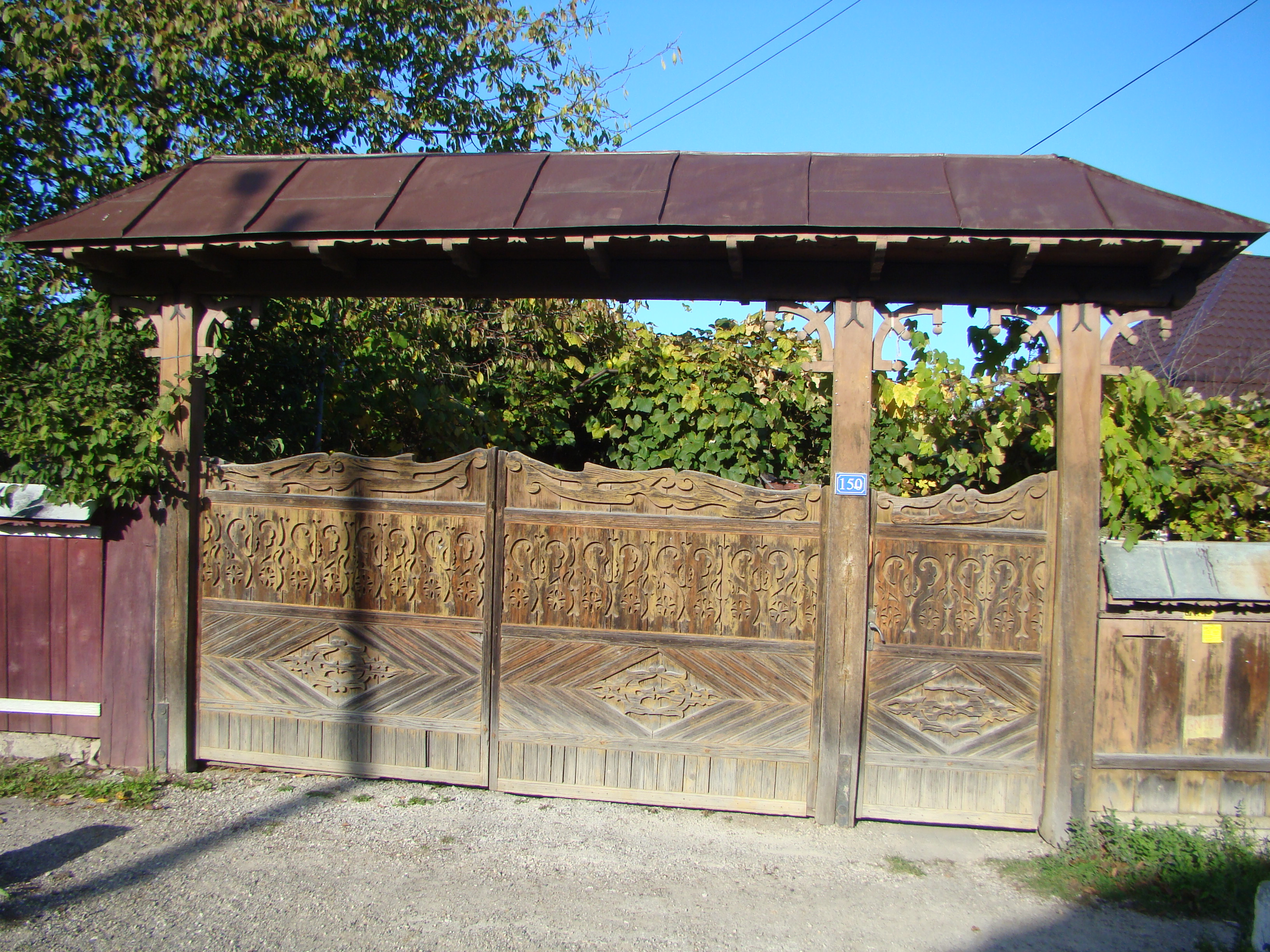
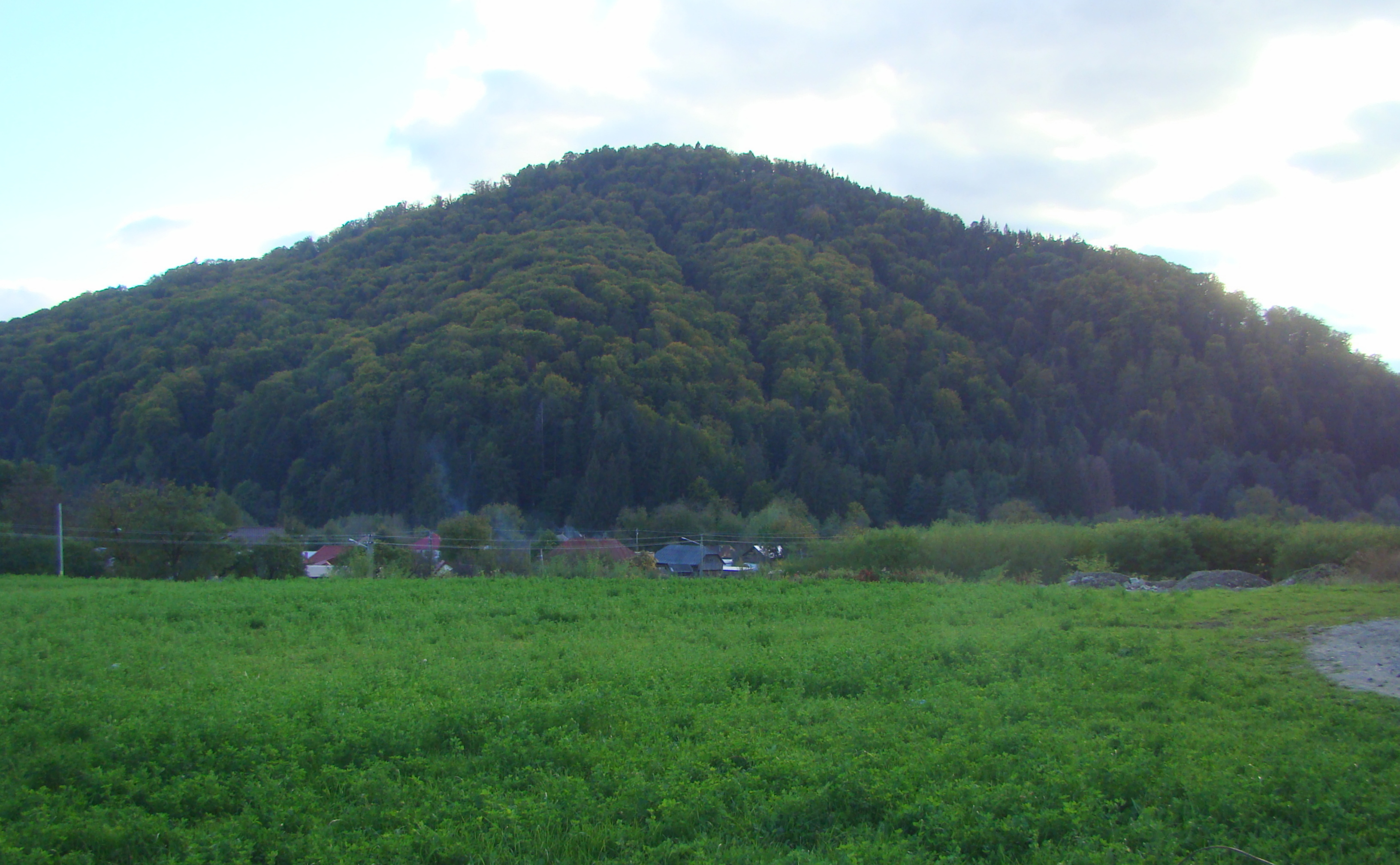
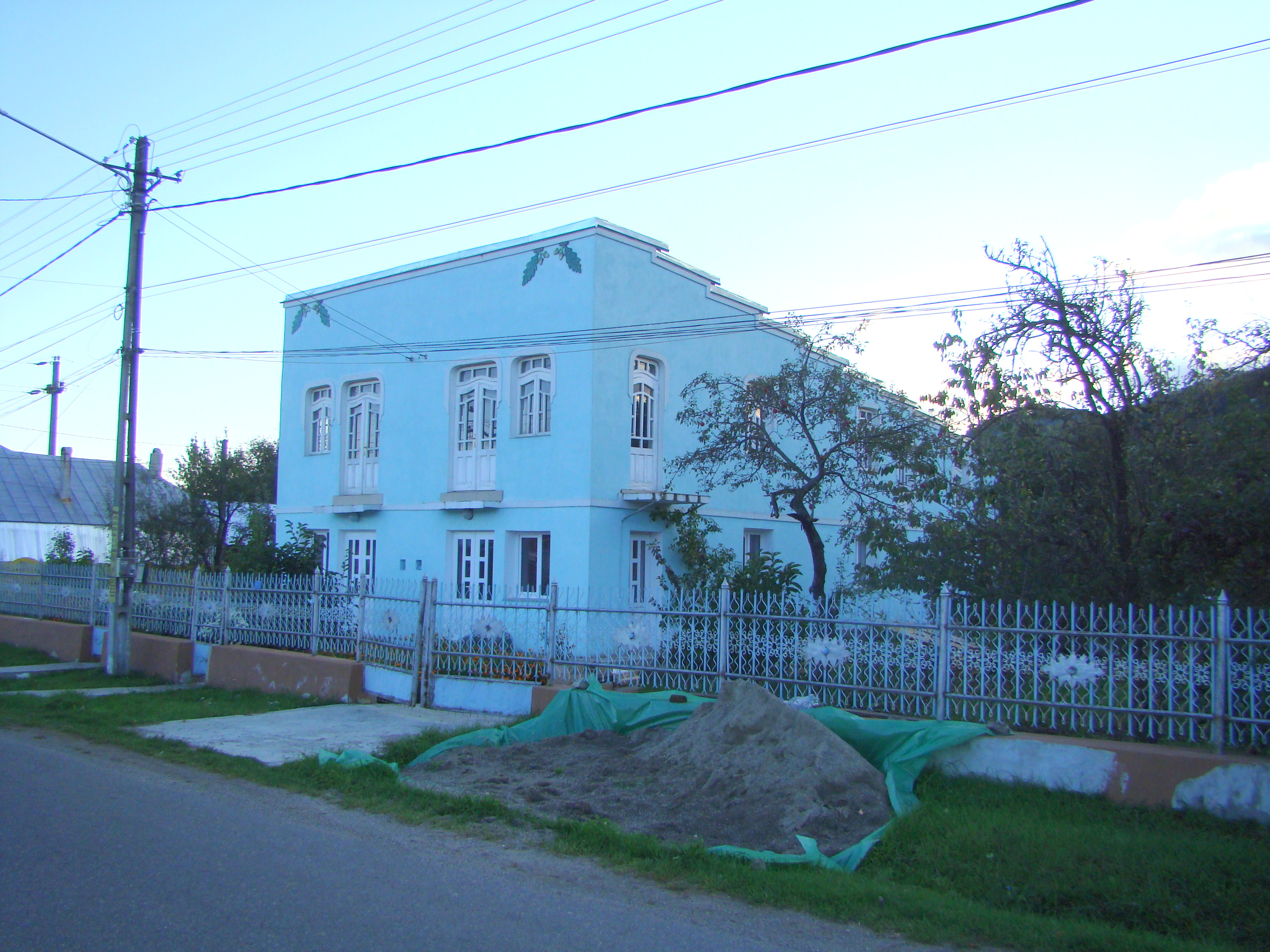
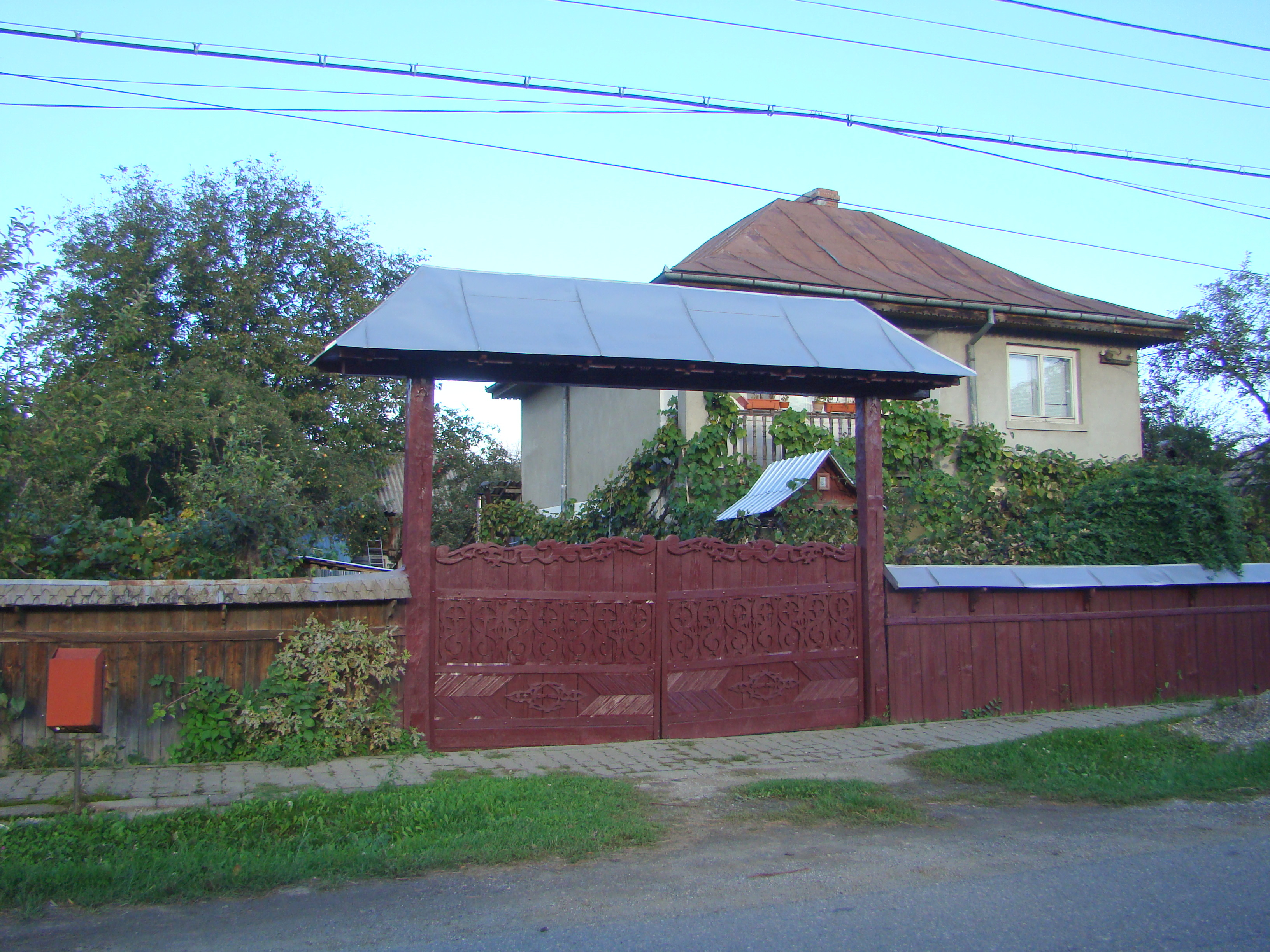
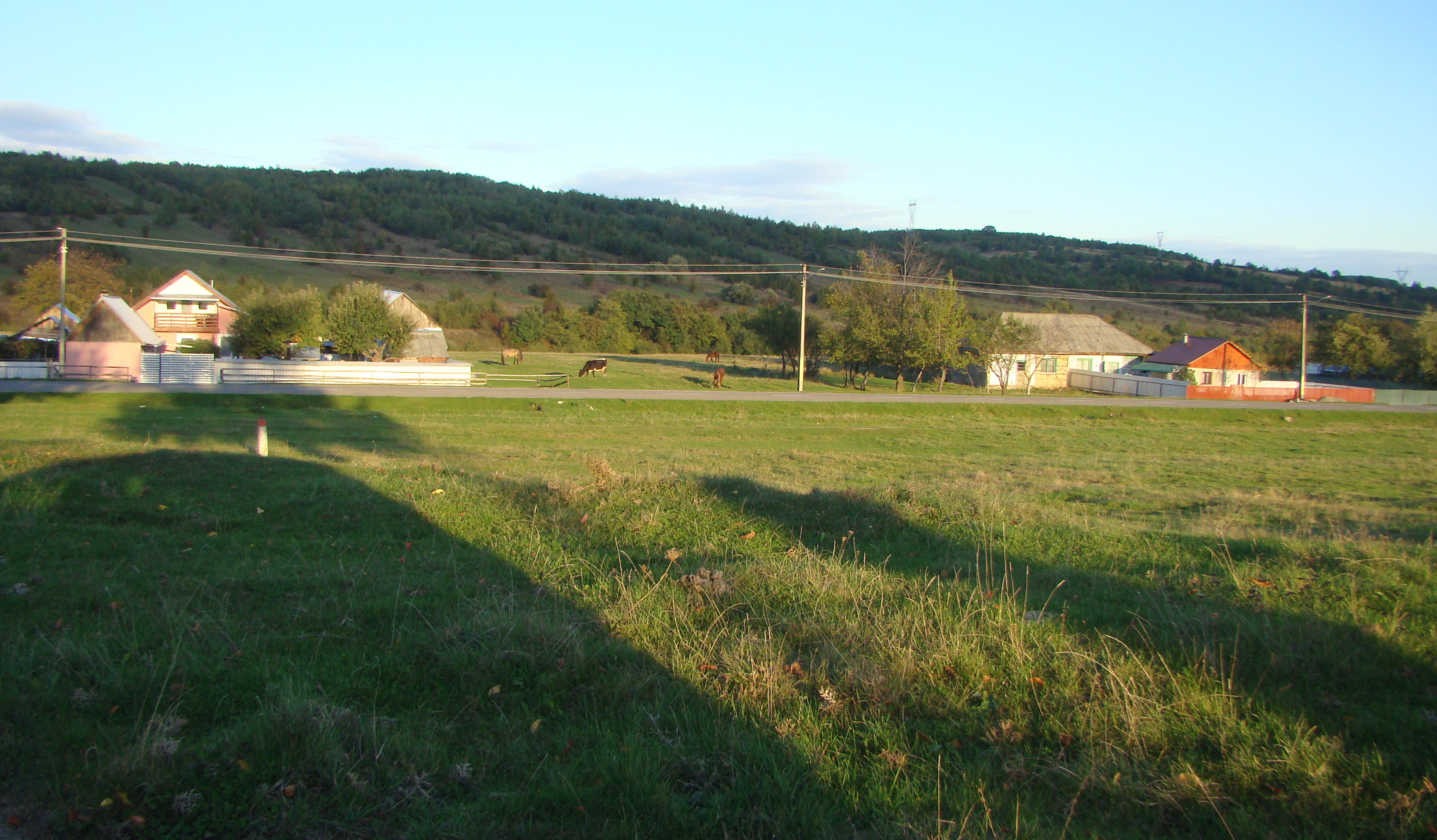
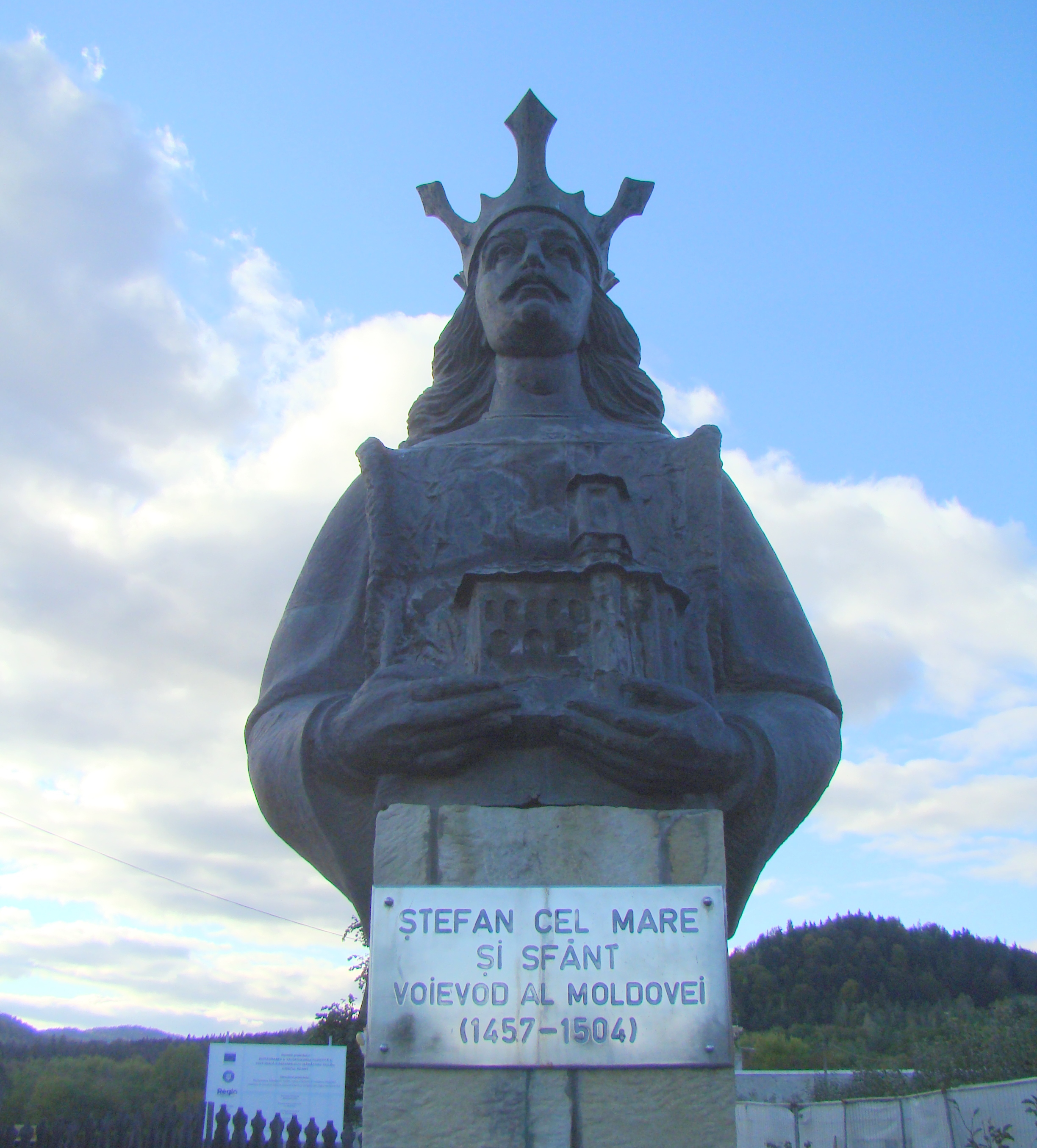
Bustul lui Ștefan cel Mare
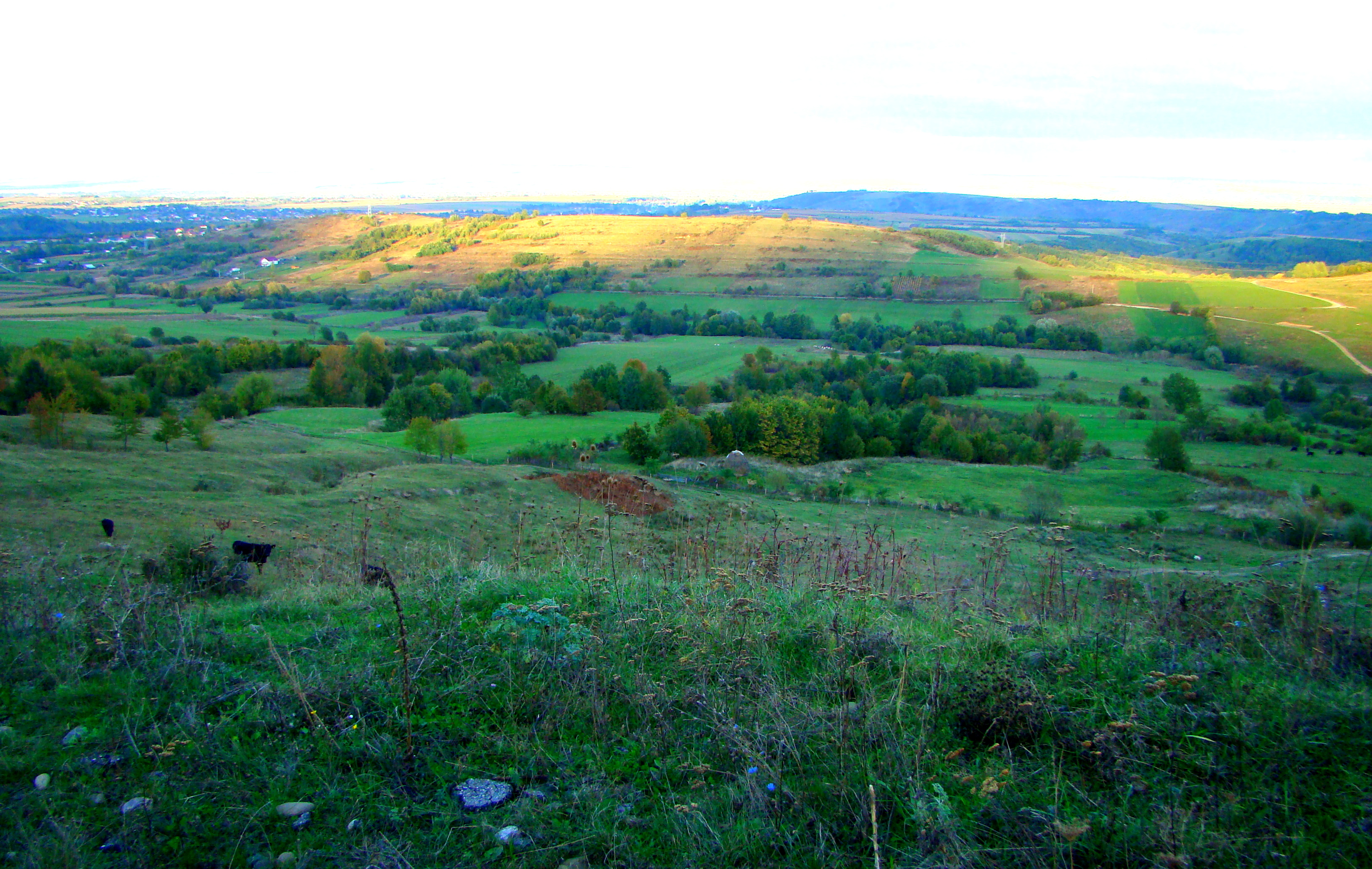